# SESSIONS
『SESSIONS』（セッション）は、1992年8月26日に発売されたORIGINAL LOVE通算1作目のリミックス・アルバム。

## 解説
1st『LOVE! LOVE! & LOVE!』と2nd『結晶 SOUL LIBERATION』>から7曲をピックアップし、弾き語り、リミックス、新録音という発想で再構築した楽曲を収録したリミックス・アルバム。アルバムの制作経緯について田島貴男は「ちょうど『結晶』のレコーディングと同時期にリミックスの作品をつくろうってアイディアがあったんですけど、その時たまたまアルチュール・アッシュが来日してたんで、ちょっと参加してもらえないかと思って依頼して。それがOKだったんで日本でレコーディングした、みたいな。そういう形で、このアルバムは作りはじめられたんですけどね｣「それがほとんどきっかけといってもいいかもしれませんね。で、今年の初めにブラン・ニュー・ヘヴィーズが来日した時に依頼したら、すぐOKしてくれたし。あと、ミスター・フィンガーズのラリー・ハードっていう、シカゴでハウスやってる人がいるんですけど、彼の作品がとても好きなんですよ。<ラヴ・ヴィスタ>っていう僕らの曲を、彼がリミックスしてくれたらかっこいいだろうなと思って依頼したら、OKしてくれて」「ミスター・フィンガーズに関しては、面識ないです」「（彼に音を送ったら）すごく気に入ってくれました。で、僕らは1ヴァージョンだけリミックスしてくれるものだと思ってたんですけど、彼は6ヴァージョンも作って送ってきてくれたんですよ。どのヴァージョンもすごくかっこいいんですけど、曲数の問題で泣く泣くセレクトして。彼は歌詞にすごくこだわってくれてね。英訳して送ったんだけど、歌詞が気に入ったからやる、って言ってくれて」「最初はアルバムっていう形を取るかどうか決めないうちに作っていて、僕もリミックスのアルバムって聞いたことがなかったし、シングルで出すのがいいんじゃない、とかも言ってたんですよ。結局アルバムみたいな形になったんですけど、リミックスっていうよりトータル・アルバム的な出来上がりになりましたよね」と、リリース当時のインタビューで答えている。
最初と最後にピアノの弾き語り収録されていることについては「個人的には弾き語り趣味というのがありまして、もともとはギターで曲作ったりするんですけど、ギター1本と歌で聴かせられる曲っていうのはやっぱいいな、っていう。曲とメロディーの良さっていうか、そういうところから僕は始まったんでね。で、今回入ってる<月の裏で会いましょう>と<ヴィーナス>っていうのは、特にそういう要素にこだわって作った曲だったんで、それをピアノの弾き語りで、木原龍太郎とのセッションとして入れたいなと思って。だからリミックスっていう手法によるひとつの曲の組み立て方っていうか、そういうものをこのアルバムで体験したんですよ」と、答えている。
こういった、オリジナル・トラックを使ってのセッションについては「今後も機会があればやってみたいですね。よく海外のアーティストが、リミックスの12インチ・シングルって出しますよね。そういうものから音楽的なインスピレーションを得ることが、僕はとても多いんですよ」「でも、たいていそういうアーティストっていうのは、アルバムに入っている曲もそれっぽいよね。センスとしてリミックスっぽい形というか。だから今回はリミックスという形を体現したいと思ったし、それが出来たんでよかったんじゃないかな。僕らも今年になって<ミリオン・シークレッツ・オブ・ジャズ>とか3曲を入れて12インチシングルを作ったんですけど、その前からリミックスにはずっと興味があったし。アナログ12インチを作ってクラブとかでプレイして、自分の曲を他のDJがかけるアーティストと比べてみて、どれほどクオリティビティがあるかなとか、そういうことって僕にとってはすごい興味深いことだったし。その延長線上にありましたよね、今回のアルバムは」とも、答えていた。

## パッケージ、アートワーク
アルバムのデザインについて、信藤三雄は「（ジャケットの色はカラー・コピーではなく）指定で入稿です。それは撮影当日に、たまたま雪が降ったんですよ。ネタはオーネット・コールマンの『ヴァーサタイル・インプレッションズ』ですね。雪の森の中にメンバーが立っている写真があって、それが撮れるぞって感じで、代々木公園に行って。『結晶』のなかでは出すのもったいなかったってのもあって、その写真は使わずにとっておいたんですよ」「ジャズっぽいもの、ブルーノートっぽいものは、これで自分の中で終わったって感じなんですよね」と、答えている。初回盤はカラーリバーシブルジャケット仕様でジャケットの黄色 ⁄ オレンジの裏面には黄色 ⁄ ピンクが印刷されていた。

## 収録曲
1. 月の裏で会いましょう LET'S GO TO THE DARKSIDE OF THE MOON (VOCAL & PIANO VERSION)  –  (2'47") *
作詞：木原龍太郎 ⁄ 作曲：田島貴男
2. 心理学 PSYCHOLOGY (featuring ARTHUR H.)  –  (6'28") *
作詞：田島貴男、アルチュール・H ⁄ 作曲：田島貴男
3. ミリオン・シークレッツ・オブ・ジャズ MILLION SECRETS OF JAZZ (U.F.O. REMIX)  –  (5'56") *
作詞 · 作曲：田島貴男
4. ラヴ・ヴィスタ LOVE VISTA (featuring CLEMÉNTINE, Remix by LARRY HEARD “Mr. Fingers”)  –  (9'00") +
作詞：田島貴男、マルセラ・ミッツ ⁄ 作曲：オリジナル・ラヴ
5. スキャンダル SCANDAL (BRAND NEW HEAVIES REMIX)  –  (6'09") *
作詞 · 作曲：田島貴男
6. 心理学 PSYCHOLOGY (TAKAO TAJIMA, HIROSHI EGAITSU REMIX)  –  (5'11") *
作詞 · 作曲：田島貴男
7. ジャンピン・ジャック・ジャイヴ JUMPIN' JACK JIVE (featuring MITSUYOSHI AZUMA)  –  (3'36") +
作詞 · 作曲：田島貴男
8. ヴィーナス THE VENUS (VOCAL & PIANO VERSION)  –  (3'55") *
作詞：木原龍太郎 ⁄ 作曲：田島貴男

- + FROM 1st ALBUM “LOVE! LOVE! & LOVE!”
- * FROM 2nd ALBUM “結晶 SOUL LIBERATION”

## クレジット

### 月の裏で会いましょう LET'S GO TO THE DARKSIDE OF THE MOON (VOCAL&PIANO VERSION)
| Vocal : Takao Tajima   |
| Piano : Ryutaro Kihara |

### 心理学 PSYCHOLOGY (featuring ARTHUR H.)
| Guest Vocal : - ARTHUR H. - (Appears by The Courtesy of Polygram France) |
| Vocal : Takao Tajima                                                     |
| Drums : Shigeo Miyata                                                    |
| Keyboards : Ryutaro Kihara                                               |
| Sax : Nobuyuki Mori                                                      |
| Guitar : Takeshi Murayama                                                |
| Bass : Tomio Inoue                                                       |
| Percussions : Yunker Hanaji                                              |

### ミリオン・シークレッツ・オブ・ジャズ MILLION SECRETS OF JAZZ (U.F.O. REMIX)
| - Remixed by U.F.O. (United Future Organization ; - Tadashi Yabe, Toshio Matsuura, Raphael Sebbag) |
| Manipulation : Ayumi Obinata                                                                       |
| Trumpet : Eric Miyashiro                                                                           |

### ラヴ・ヴィスタ LOVE VISTA (featuring CLEMÉNTINE, Remix by LARRY HEARD “Mr. Fingers”)
| Guest Vocal : | - Clèmentine - (Appears by The Courtesy of Sony Music Entertainment, Japan) |
| - Remix and Additional Production by Larry Heard - (Appears by The Courtesy of MCA Records) For HWH Production. Inc |                                                                             |

### スキャンダル SCANDAL (BRAND NEW HEAVIES REMIX)
| Remixed by | - Brand New Heavies - (Appears by The Courtesy of Acid Jazz) |

### 心理学 PSYCHOLOGY (TAKAO TAJIMA, HIROSHI EGAITSU REMIX)
| Remixed by Takao Tajima, Hiroshi Egaitsu |
| Manipulation : Toshihiko Mori            |
| Guitar : Takao Tajima                    |

### ジャンピン・ジャック・ジャイヴ JUMPIN' JACK JIVE (featuring MITSUYOSHI AZUMA)
| Guest Guitar & Shout : - Mitsuyoshi Azuma - (Appears by The Courtesy of Victor Musical Induetrials) |
| Vocal : Takao Tajima                                                                                |
| Sax : Nobuyuki Mori                                                                                 |
| Guitar : Takashi Murayama                                                                           |
| Drums : Shigeo Miyata                                                                               |
| Keyboards : Ryutaro Kihara                                                                          |
| Bass : Tomio Inoue                                                                                  |
| Percussions : Yunker Hanaji                                                                         |

### ヴィーナス THE VENUS (VOCAL&PIANO VERSION)
| Vocal : Takao Tajima   |
| Piano : Ryutaro Kihara |

### スタッフ
| Produced by             | YASUSHI IDE, TAKAO TAJIMA |
|                         | |
| Recorded and Mixed by   | - YASUAKI “V” SHINDO - (1,2,6,7,8) - MASAYUKI NAKAHARA - (3) - MIKE KONOPKA - (4) - JOHN MCDONNEL - (5) |
|                         | |
| Assistant Engineered by | - YOKO OHTA - (victor aoyama studio) - AKIMI TANI - (art plaza 1000) - TSUTOMU TOHYAMA - (art plaza 1000) |
|                         | |
| Recorded at             | - VICTOR AOYAMA STUDIO, - ART PLAZA 1000 AOYAMA - (tokyo) - MASTEROCK STUDIO - (london) - SEAGRAPE RECORDING STUDIOS - (chicago) |
|                         | |
| Mastered by             | - MASAO NAKAZATO - (onkio haus) |
| at                      | ONKIO HAUS |
|                         | |
| Session Coordination    | - SACHIKO NAKANISHI - (conversation & company ltd.) - TYO CONCERTS - MIEKO ITO - (parco) - MIZUE MASE - (sony music entertainment, ((japan)) inc.) - VICTOR MITZ & MARCELA MITZ - KAZ HAYASHIDA - (hero associates) - HAPPY WALTERS - (buzz tone entertainment. inc.) - IAN HUCKABEE - (sound track, NY) - TOSHI YAJIMA - HARUYUKI YUKAWA - (mca victor) |
|                         | |
| Exective Producers      | - KEI ISHIZAKA - (toshiba emi) - JUNYA NAKASONE - (toshiba emi) - SEIZO SHIMOKOBE - (toshiba emi) - ICHIRO ASAZUMA - (fpmp) |
|                         | |
| A&R Chief               | - MASA YAMADA - (toshiba emi) - MASANOBU KONDO - (toshiba emi) |
|                         | |
| A&R Director            | - NOBUO UESAKA - (fpmp) - MASAKAZU HIRATA - (toshiba emi) |
|                         | |
| Public Relation         | - TOSHIBA EMI DOMESTIC 1st DIVISION 1st - & 3rd PROMOTION SECTION |
| Heads                   | - HISANORI KATO - AKIRA NAKAMURA - KOICHIRO MITOH - IZUMI AWANO - KOJI SHIRAKAWA - KYOKO KOIZUMI |
|                         | |
| Sales Promotion         | - HIROSHI ARAI - (toshiba emi) - TERUO HOSHI - (toshiba emi) - SYUNICHI OTOMO - (toshiba emi) |
|                         | |
| Artist Management       | YASUSHI IDE (king cobra) |
|                         | |
| Art Direction           | - MITSUO SHINDO - (contemporary production) |
| Design                  | - MASAKO SAITO - (contemporary production) |
| Photo                   | - KENJI MIURA - (lightsome) - KIYONORI OKUYAMA - (o.k.y.photos) - YOSHIHISA MIYAZAWA |
| Stylist                 | AYUMI SHINO |
| Hair Make               | AKEMI NAKANO, MIKA KANZAKI |
|                         | |
| Tramslation             | - TOMOKO ADACHI - (2) - REIKO MAKI - (4) |

## アナログ盤

### 解説
アルバム『SESSIONS』収録曲の中からピックアップされた3トラックに加え、未発表のリミックス・ヴァージョンを収録したアナログ盤。コンサート会場および、一部の大手CDストアにて限定販売された。
「Million Secrets of Jazz (United Future Organization Live Mix)」「Love Vista (Smooth Dub)」は、レコード会社主導による編集盤『Wild Life –Cool Side of Original Love–』に収録、CD化されたほか、「Love Vista (Smooth Dub)」は、2007年10月24日に『standard of 90's』シリーズの一つとして、24bit デジタル・リマスタリング、紙ジャケット仕様の田島貴男監修・公認盤での再発時にボーナス・トラックとして収録された。
本盤にジャケットはなく、シュリンクの上に、曲名が記載されたステッカーが貼られている。

### 収録曲

#### Side A
1. Psychology (Takao Tajima - Hiroshi Egaitsu remix) *
2. Scandal (Brand New Heavies remix) *
3. Million Secrets of Jazz (United Future Organization Club Mix) *
4. Million Secrets of Jazz (United Future Organization Live Mix) *

#### Side B
1. Love Vista (Club Mix) +
2. Love Vista (Piano Dub) +
3. Love Vista (Smooth Dub) +
Love Vista All Produced by Larry Heard

- + FROM 1st ALBUM “LOVE! LOVE! & LOVE!”
- * FROM 2nd ALBUM “結晶 SOUL LIBERATION”

## Standard of 90'sシリーズ

### 解説
2007年10月24日に『standard of 90's』シリーズの一つとして、24bit デジタル・リマスタリング、紙ジャケット仕様の田島貴男監修・公認盤として再発。ボーナス・トラックとして追加されたM-9「LOVE VISTA (Smooth Dub)」は、アナログ盤『SESSIONS』および、レコード会社主導による編集盤『Wild Life –Cool Side of Original Love–』収録と同じ。

### 収録曲
1. 月の裏で会いましょう LET'S GO TO THE DARKSIDE OF THE MOON (ピアノ弾き語りVersion)  –  (2:45) *
作詞：木原龍太郎 作曲：田島貴男
2. 心理学 PSYCHOLOGY featuring アルチュール・H  –  (6:27) *
作詞：田島貴男、アルチュール・H 作曲：田島貴男
3. ミリオン・シークレッツ・オブ・ジャズ MILLION SECRETS OF JAZZ U.F.O.Remix  –  (5:56) *
作詞 · 作曲：田島貴男 Remixed by U.F.O. (United Future Organization; Tadashi Yabe, Toshio Matsuura, Raphael Sebbag)
4. ラヴ・ヴィスタ LOVE VISTA featuring クレモンティーヌ ラリー・ハード(Mr.フィンガーズ) Remix  –  (8:58) +
作詞：田島貴男、マルセラ・ミッツ 作曲：オリジナル・ラヴ Remix by Larry Heard
5. スキャンダル SCANDAL ブラン・ニュー・ヘヴィーズ Remix  –  (6:09) *
作詞 · 作曲：田島貴男 Remixed by The Brand New Heavies
6. 心理学 PSYCHOLOGY 田島貴男・荏開津広 Remix  –  (5:10) *
作詞 · 作曲：田島貴男 Remixed by Takao Tajima, Hiroshi Egaitsiu
7. ジャンピン・ジャック・ジャイヴ JUMPIN' JACK JIVE featuring 吾妻光良  –  (3:34) +
作詞 · 作曲：田島貴男
8. ヴィーナス THE VENUS (ピアノ弾き語りVersion)  –  (3:50) *
作詞：木原龍太郎 作曲：田島貴男
<BONUS TRACK>
9. ラヴ・ヴィスタ LOVE VISTA (Smooth Dub)  –  (5:18) +
作詞：田島貴男 作曲：オリジナル・ラヴ Remixed by Larry Heard

- + FROM 1st ALBUM “LOVE! LOVE! & LOVE!”
- * FROM 2nd ALBUM “結晶 SOUL LIBERATION”

### スタッフ
| マスタリング監修：田島貴男                                  |
| マスタリング・エンジニア：小鐵徹 (JVC マスタリングセンター) |
| ロゴ・デザイン：コンテムポラリー・プロダクション            |
|                                                             |
| シリーズ総合監修：太田浩 ⁄ 山崎二郎 (バァフアウト! 編集長)  |
|                                                             |
| ライナーノーツ：荏開津広 (ONE HEAD CLAPPIN')                |